# Wouldn't Change a Thing
"Wouldn't Change a Thing" er en sang af den australske sangerinde Kylie Minogue fra hendes andet studiealbum Enjoy Yourself. Sangen blev skrevet og produceret af Stock, Aitken og Waterman.

## Udgivelse
Sangen blev udgivet den 24. juli 1989 som albummets anden single. I Storbritannien var B-siden "It's No Secret" som blev udgivet som single i Nordamerika, Japan, Australien og New Zealand i 1988. Denne sang skulle være den femte verdensomspændende single fra debutalbummet Kylie men blev aflyst til fordel for "Hand on Your Heart". Sangen blev udgivet i USA men var ikke meget vellykket.
"Wouldn't Change a Thing" modtaget ganske beskeden succes. Sangen nåede nummer ti i Minogues hjemland Australien og nåede senere nummer seks på ARIA Charts. I New Zealand nåede sangen nummer 34 og den næste uge nummer 21. I Storbritannien nåede sangen nummer to på UK Singles Chart og opholdt sig på hitlisterne for ni uger. Sangen nåede nummer 44 i Frankrig og derefter nummer 24, den opholdt sig på hitlisterne for ni uger. I Nederlandene nåede sangen nummer 97 og derefter nummer 43. Sangen opholdt sig på hitlisterne for syv uger.

## Format og sporliste
CD single
1. "Wouldn't Change a Thing" – 3:14
2. "Wouldn't Change a Thing" (Your Thang Mix) – 7:10
3. "Je Ne Sais Pas Pourquoi" (The Revolutionary Mix) – 7:16

7" single
1. "Wouldn't Change a Thing" – 3:14
2. "It's No Secret" – 3:55

12" single
1. "Wouldn't Change a Thing" (Your Thang Mix) – 7:10
2. "It's No Secret" (Extended Mix) – 5:46
3. "Wouldn't Change a Thing" (Instrumental) – 3:17

Britisk 12" remix
1. "Wouldn't Change a Thing" (Espagna Mix) – 5:51
2. "It's No Secret" (Extended Mix) – 5:46
3. "Wouldn't Change a Thing" (Instrumental) – 3:17

Australsk CD single
1. "Wouldn't Change a Thing" (Your Thang Mix) – 7:10
2. "Wouldn't Change a Thing" – 3:17
3. "Turn It into Love" – 3:37

## Hitlister
| Hitliste                           | Placering |
| ---------------------------------- | --------- |
| Australia (ARIA Charts)            | 6         |
| Europa (Eurochart Hot 100 Singles) | 11        |
| Finland (Suomen virallinen lista)  | 8         |
| Frankrig (SNEP)                    | 19        |
| Tyskland (Media Control Charts)    | 24        |
| New Zealand (RIANZ)                | 21        |
| Sverige (Sverigetopplistan)        | 26        |
| Schweiz (Schweizer Hitparade)      | 27        |
| Storbritannien (UK Singles Chart)  | 2         |